# 1732 na política

## Nascimentos
| Data            | Nome              | Profissão                              | Nacionalidade                   | Observações | Ref   |
| --------------- | ----------------- | -------------------------------------- | ------------------------------- | ----------- | ----- |
| 22 de fevereiro | George Washington | primeiro Presidente dos Estados Unidos | Reino Unido (América Britânica) | m. 1799     | [ 1 ] |

## Mortes
| Data | Nome | Profissão | Nacionalidade | Observações | Ref |
| ---- | ---- | --------- | ------------- | ----------- | --- |